# كارولاينا مولينا
كارولاينا مولينا (بالإسبانية: Carolina Molina)‏ هي مغنية تشيلية، ولدت في 28 مايو 1989 في کیوتا في تشيلي.

## وصلات خارجية
- كارولاينا مولينا على موقع IMDb (الإنجليزية)
- كارولاينا مولينا على موقع ميوزك برينز (الإنجليزية)